# 요쓰야촌 (아이치현 나카시마군)
요쓰야촌(四家村)은 일본 아이치현 나카시마군에 설치되었던 촌이다. 현재의 이나자와시의 남동부에 해당한다.